# Issiaka Konaté
Issiaka Konaté, né le 16 juin 1959 à Bobo-Dioulasso, est un réalisateur, scénariste et producteur de cinéma burkinabè.

## Biographie

### Enfance et études
Issiaka Konaté naît à Bobo-Dioulasso, où il découvre le cinéma à l’âge de cinq ans grâce aux projections organisées par les pères blancs dans son quartier,. Il se passionne pour le septième art et décide d’en faire son métier. Après avoir obtenu son baccalauréat, il intègre l’Institut Africain d’Éducation Cinématographique (INAFEC), créé par l’UNESCO et les pays africains, où il suit une formation en sciences et techniques de l’information et de la communication, section réalisation cinématographique. Il poursuit ses études en France, où il obtient une maîtrise et un DEA en cinéma à l’Université Paris I-Panthéon-Sorbonne. Il étudie à l’Institut des Hautes Études de l’Amérique Latine (IHEAL) à Paris et une formation au Centre d’Études et de Recherche en Image et Son (CERIS) à Chantilly.

### Carrière cinématographique
De retour au Burkina Faso, en 1989, il réalise son premier film, Yiri Kan (La voix du bois). Un court métrage documentaire traite de la transmission du savoir dans une Afrique à tradition orale à travers l’initiation d’un jeune garçon à la fabrication du balafon, un instrument de musique traditionnel, par son père, un grand musicien burkinabè. Le film est sélectionné dans plusieurs festivals internationaux. En compétition officielle au festival du cinéma de réel à Paris, le film est acheté par le patrimoine de France pour le réseau des bibliothèques de France.
En 1991, le film remporte plusieurs prix  au FESPACO, à savoir : le prix du meilleur documentaire, le prix de la critique africaine, le prix de la Communauté européenne, le prix Air Afrique.
En 1995, il réalise un documentaire intitulé  Enfants du soleil, qui parle du développement de l’énergie solaire en Afrique subsaharienne. Il fait  ensuite un portrait documentaire Wèrè Wèrè Liking, l’utopie mise en scène (1995), la femme de lettres et artiste camerounaise Werewere-Liking, fondatrice du village artistique Ki-yi M’Bock à Abidjan.
En 1998, Il réalise Souko, cinématographe en carton, un moyen métrage fiction sur l’émerveillement et la matière du cinéma à travers la fabrication d’un cinématographe en carton par deux enfants passionnés de cinéma et de chevaux.
En 2006, il réalise sa première série télévisée, Le nouveau royaume d’Abou, une comédie de cinq épisodes qui met en scène les tribulations d’Abou Ouattara, un fonctionnaire de classe moyenne de la ville de Bobo-Dioulasso qui aime les femmes et même un peu trop.
En 2008, Laurent Régnier lui adresse une lettre filmée pour lui faire part de son admiration et de son envie de le rencontrer dans le court métrage Cher Issiaka Konaté.
En 2014, il réalise deux clips musicaux pour le chanteur burkinabè Bil Aka Kora, Emergence et Vessaba.
En 2019, Il écrit, produit et réalise Hakilitan (Mémoire en fuite), un long métrage qui mélange fiction, documentaire et arts plastiques sur l’inondation de la Cinémathèque Africaine de Ouagadougou en 2009. Il est le cofondateur de Abissia Production, une société de production de films.

## Filmographie

### Longs métrages
- 2019 : Hakilitan (Mémoire en fuite), Long métrage fiction/documentaire
- En cours : Chambres noires, long métrage documentaire

### Courts, moyens métrages et documentaires
- 1989 : Yiri Kan (La voix du bois), court métrage documentaire
- 1995 : Enfants du soleil, moyen métrage documentaire/fiction
- 1995 : Were were liking, l’utopie mise en scène, moyen métrage documentaire
- 1998 : Souko (Le cinématographe en carton), moyen métrage fiction
- 2008 : Cher Issiaka Konaté, court métrage (acteur)
- 2020 : Spots et Séries de la CENI (Commission Électorale Nationale Indépendante)
- 2021 : Documentaire sur des plateformes transversales pour ANPTIC (Agence Nationale de Promotion des TIC)

### Clips vidéos
- 2014 : Emergence, clip musical
- 2014 : Vessaba, clip musical[5]

### Télévision
- 2006 : Le Nouveau royaume d’Abou, série télévisée de 5 épisodes x 26’[5]

## Distinctions

### Récompenses
1998 : Souko, cinématographe en carton
- Prix spécial du jury Cannes junior 98,
- Prix de la Coopération française pour le cinéma Cannes 98,
- Prime à la Qualité (CNC France), de la Mention du Jury au Festival International du Film Francophone de Namur 98
- Lauréat de la Mention spéciale du jury, FESPACO 1999
- Prix jeune public (Ligue Française pour l’Enseignement)
- Prix spécial Créa’Son,
- Prix Telcipro,
- Prix UEMOA[14],
- Prix TV5-CIRTEF,
- Lauréat de la Mention du Jury, Festival Cinema Africano de Milan 1999
- Prix Air Afrique
- Lauréat de la Mention du jury au Festival ‘Vues d’Afrique’ de Montréal en 1999[15],[6],[16],[17],[18]

1989 : Yiri Kan, La Voix du bois
- Prix du court métrage aux festivals de Montréal, Milan, Angers, Fribourg, Maison-Alfort, Lille
- Lauréat de la Mention du Jury au Festivals de Oberhausen, St Paul Trois Châteaux
- Prix du meilleur documentaire, du Prix de la Communauté Européenne, du Prix Air Afrique, du Prix de la Critique Africaine, FESPACO 1991
- Prime à la Qualité du Centre national de la cinématographie et de l’image animée (CNC France[15])

### Décoration
- Officier de l’Ordre du Mérite, des arts, des lettres et de la Communication, avec agrafe cinématographie[19]